# Gare de Shin-Iwakuni
La gare de Shin-Iwakuni (新岩国駅, Shin-Iwakuni-eki) est une gare ferroviaire de la ville d'Iwakuni, dans la préfecture de Yamaguchi, au Japon. Elle est uniquement desservie par la ligne Shinkansen Sanyō de la JR West.

## Situation ferroviaire
La gare de Shin-Iwakuni est située au point kilométrique (PK) 350,0 de la ligne Shinkansen Sanyō.

## Histoire
La gare a été inaugurée le 10 mars 1975 pour l’arrivée du Shinkansen.

## Service des voyageurs

### Accueil
La gare dispose d'un bâtiment voyageurs ouvert tous les jours, avec des guichets et des automates pour l'achat de titres de transport.

### Desserte
- Ligne Shinkansen Sanyō :
  - voies 1 et 2 : direction Shin-Osaka
  - voie 3 : direction Hakata

### Intermodalité
La gare de Seiryū-Shin-Iwakuni de la compagnie privée Nishikigawa Tetudou est située à proximité immédiate de la gare.